# Jan Haft
Jan Michael Haft (ur. 1967 w Monachium) – niemiecki reżyser-dokumentalista, znany ze swoich filmów przyrodniczych.

## Życiorys
Jan Haft od dziecka zafascynowany był ojczystą przyrodą. Pragnienie, by w przyszłości zajmować się tą tematyką zawodowo, obudziło się w nim dość wcześnie. Służbę zastępczą odbył w Krajowym Związku Ochrony Ptaków (Landesbund für Vogelschutz). Na Monachijskim Uniwersytecie Technicznym (niem.: Technische Universität München, TUM) i na Uniwersytecie w Würzburgu (niem.: Universität Würzburg) studiował geologię, paleontologię i biologię. Od 1990 r. pracował jako asystent przy filmach o zwierzętach. Cenne doświadczenia zdobywał podczas wielomiesięcznych plenerów, np. z Wielandem Lippoldmüllerem  czy Walterem Siglem .
W 1996 r. założył własną firmę Nautilusfilm GmbH. Dziś jest jednym z najważniejszych producentów w niemieckiej branży filmów przyrodniczych. Jan Haft mieszka w regionie Isental, o którym nakręcił wielokrotnie nagradzany film dokumentalny Mój Isental (Mein Isental). W ramach swojej pracy zawodowej objechał już niemal cały świat.
Filmy Jana Hafta często goszczą w niemieckiej telewizji publicznej. Nadawca telewizyjny 3sat: „Haft nie koncentruje się tylko na potędze i wielkości, lecz zajmuje się także drobnymi stworzeniami, jak zimorodki czy świerszcze polne“. Telewizja Norddeutscher Rundfunk: „Jego styl jest charakterystyczny - zwolnione i przyspieszone tempo; ruchoma kamera pozwala śledzić ledwo widoczne procesy i odkrywać trudno zauważalne związki (...) Tak jak wcześniej film Łąka, również dwuodcinkowy film Mity lasu był przebojem na festiwalach na całym świecie (2009). Po wielu międzynarodowych wyróżnieniach, przyszły także nagrody na dwóch najważniejszych festiwalach filmów przyrodniczych na świecie, Jackson Hole Wildlife Film Festival w Stanach Zjednoczonych i Wildscreen w Bristolu w Anglii. Mity lasu wygrały z konkurentami z BBC i National Geographic, zdobywając prestiżową nagrodę Najlepsze zdjęcia“.

## Nagrodzone utwory (wybór)
- 2007: Die Geschichte der Blumenwiese (Historia łąki kwiatowej), Green Screen : Bester Film
- 2007: Die Geschichte der Blumenwiese (Historia łąki kwiatowej), 12. Festiwal Filmów Przyrodniczych imienia Włodzimierza Puchalskiego, Polska: Najlepszy film edukacyjny
- 2008: Wilde Türkei (Dzika Turcja), Green Screen : Bester Film
- 2008: Die Geschichte der Blumenwiese (Historia łąki kwiatowej), Ökofilmtour: Bester Naturfilm
- 2008: Mein Isental (Mój Isental), NaturVision : Filmpreis Bayern
- 2009: Mein Isental (Mój Isental), TUR Ostrava, Czechy: Grand Prix
- 2009: Mythos Wald (Mity lasu), Berg- und Abenteuerfilmfestival Graz , Austria: Grand Prix Graz
- 2010: Das Kornfeld – Dschungel für einen Sommer (Łan zboża – letnia dżungla), Darsser Naturfilmfestival : Deutscher Naturfilmpreis 2010, NaturVision : Der Große Filmpreis i Die Beste Kamera[3]
- 2010: Das Kornfeld – Dschungel für einen Sommer (Łan zboża – letnia dżungla), Green Screen : Beste Bildgestaltung
- 2011: Wildes Skandinavien - Norwegen (Dzika Skandynawia – Norwegia), Green Screen : Bester Film, Darsser Naturfilmfestival : Deutscher Naturfilmpreis 2011